# Caselle Lurani
Caselle Lurani là một đô thị ở tỉnh Lodi trong vùng Lombardia của Italia, cách khoảng 20 km về phía đông nam của Milano và khoảng 13 km west of Lodi. Tại thời điểm 31 tháng 12 năm 2004, đô thị này có dân số 2.627 người và diện tích là 7,6 km².
Đô thị Caselle Lurani bao gồm các frazioni (các đơn vị trực thuộc, chủ yếu là thôn làng) Calvenzano and Cusanina...
Caselle Lurani giáp các đô thị: Bascapè, Casaletto Lodigiano, Salerano sul Lambro, Castiraga Vidardo, Valera Fratta, Marudo.